# Muktada Sadr
Muktada as-Sadr (* 12. srpna 1973) je irácký ší'itský duchovní, politik a vůdce milice. Je hlavní postavou politické strany Sadristické hnutí a vrchní velitel Mahdího armády, která vedla odpor proti americké okupaci Iráku a od roku 2014 bojuje proti silám sunnitského Islámského státu. Muktada as-Sadr je jednou z nejvlivnějších náboženských a politických osobností v Iráku, a to i přes fakt, že nezastává žádnou funkci v současné irácké vládě.
Muktada Sadr pochází z rodu vlivných ší´itských duchovních z oblasti Džebel Amal v jižním Libanonu. Tento rod odvozuje svůj původ od sedmého ší´itského imáma Músy al-Kázima. Otcem Muktady je velký ajatolláh Muhammad al-Sadr, významný oponent režimu Saddáma Husajna.